# Hangin' Tough
Hangin' Tough es el nombre del segundo álbum de estudio grabado por la boy band estadounidense New Kids on the Block. Fue lanzado al mercado bajo el sello discográfico CBS Records el 6 de septiembre de 1988. Ese fue el álbum que llevó a la fama a los New Kids on the Block, ya que contiene las exitosas canciones "Please Don't Go Girl" y "You Got It (The Right Stuff).

## Lista de canciones
| Hangin' Tough |                                |                                                              |                                                              |          |  |
| N.º           | Título                         | Escritor(es)                                                 | Productor (es)                                               | Duración |  |
| 1.            | «You Got It (The Right Stuff)» | Maurice Starr                                                | Jordan Knight · Donnie Wahlberg                              | 4:13     |  |
| 2.            | «Please Don't Go Girl»         | Maurice Starr                                                | Joey McIntyre · Jordan Knight                                | 4:29     |  |
| 3.            | «I'll Be Loving You (Forever)» | Maurice Starr                                                | Jordan Knight                                                | 4:25     |  |
| 4.            | «Cover Girl»                   | Maurice Starr                                                | Donnie Wahlberg                                              | 4:10     |  |
| 5.            | «I Need You»                   | Maurice Starr                                                | Donnie Wahlberg                                              | 3:38     |  |
| 6.            | «Hangin' Tough»                | Maurice Starr                                                | Donnie Wahlberg                                              | 4:18     |  |
| 7.            | «I Remember When»              | Maurice Starr · Eban Kelly · Jimmy Randolph                  | Joey McIntyre                                                | 4:13     |  |
| 8.            | «What'cha Gonna Do (About It)» | Maurice Starr                                                | Jordan Knight · Donnie Wahlberg · Danny Wood · Joey McIntyre | 3:59     |  |
| 9.            | «My Favorite Girl»             | Maurice Starr · Jordan Knight · Donnie Wahlberg · Danny Wood | Jordan Knight · Danny Wood                                   | 5:33     |  |
| 10.           | «Hold On»                      | Maurice Starr                                                | Danny Wood                                                   | 3:39     |  |